# Medinaceli
Medinaceli egy község Spanyolországban, Soria tartományban. Medinaceli Alcubilla de las Peñas, Almaluez, Arcos de Jalón, Anguita, Alcolea del Pinar, Sigüenza, Miño de Medinaceli és Yelo községekkel határos. Lakosainak száma 671 fő (2024).

## Nevezetességek
A medinaceli diadalív a római korból származik, ma ez Spanyolország egyetlen háromnyílású diadalíve.

## Népesség
A település népessége az elmúlt években az alábbi módon változott:
| Lakosok száma | 703  | 697  | 749  | 804  | 810  | 767  | 744  | 713  | 658  | 671  |
|               | 2001 | 2004 | 2007 | 2009 | 2012 | 2014 | 2017 | 2019 | 2022 | 2024 |